# Daniel Stewart (chính khách)
Daniel L. Stewart (sinh ngày 30 tháng 6 năm 1962) là một chính khách người Mỹ. Ông là thị trưởng được bầu là người đồng tính công khai đầu tiên trong lịch sử bang New York (tháng 11 năm 1999), nhậm chức ngày 1 tháng 1 năm 2000. Là thị trưởng của Plattsburgh, ông đã phục vụ ba nhiệm kỳ.

## Tiểu sử
Daniel Stewart sinh ra ở East Hartford, Connecticut, và lớn lên ở Pawtucket và Cumberland, Rhode Island. Ông là một trong bốn người con, bao gồm một anh trai Michael và các chị em Cheryl và Donna. Lớn lên trong khu vực Fairlawn của Pawtucket và khu vực Valley Falls của Cumberland, ông theo học tại Trường Tiểu học Nathanael Greene, Trường Trung học Cơ sở Samuel Slater, Trường Trung học Cumberland Nam và Trường Trung học Cumberland. Tốt nghiệp trung học vào tháng 6 năm 1980 ở tuổi 17, ông ký giấy tờ và tham gia nghĩa vụ quân sự với Lực lượng Không quân Hoa Kỳ. Từ năm 1980-1988, ông phục vụ trong Lực lượng Không quân Hoa Kỳ, đóng quân tại Lackland AFB ở San Antonio, Texas; Keesler AFB ở Biloxi, Mississippi; Ellsworth AFB ở Rapid City, South Dakota; và nơi đóng quân cuối cùng của ông tại Plattsburgh AFB ở Plattsburgh, New York.
Ông tham gia chính trường vào mùa hè năm 1993 và thắng cử năm đó để giữ chức ủy viên hội đồng thành phố của Phường 6 ở Plattsburgh từ năm 1994 đến năm 2000, với nhiệm kỳ ngắn gọn là thị trưởng đứng đầu từ năm 1996-1998. Trong cuộc bầu cử thị trưởng năm 1999, ông đã đánh bại thị trưởng 5 nhiệm kỳ Clyde Rabideau với 104 phiếu bầu. Stewart trở thành thị trưởng được bầu là người đồng tính công khai đầu tiên trong lịch sử Bang NY.
Mặc dù không đồng ý với quan điểm của George W. Bush về phá thai và quyền đồng tính, nhưng ông là một trong những người được gọi là "Austin 12" đã gặp Bush ở Austin, Texas, trong cuộc bầu cử năm 2000 với hy vọng buộc Bush phải kiểm duyệt ý kiến của mình về vấn đề đồng tính. Liên quan đến hôn nhân đồng giới, Stewart đã thay đổi quan điểm của mình, đi từ ủng hộ kết hợp dân sự sang hôn nhân đồng tính hoàn toàn. Ông kết hôn với người bạn đời của mình, Jon Recor ở West Chazy, New York, vào ngày 5 tháng 11 năm 2004, tại Montreal, Quebec. Họ hiện đang cư trú tại Orlando, Florida.
Thị trưởng Stewart được Thống đốc George E. Pataki khi đó bổ nhiệm làm Chủ tịch kiêm Ủy viên Ủy ban Chỉnh lý Tiểu bang New York vào năm 2006. Stewart từng giữ cả ba vị trí ủy viên tại SCOC (Chủ tịch, Chủ tịch Hội đồng Xét duyệt Y tế và Chủ tịch Hội đồng Xét duyệt Khiếu nại và Chính sách Công dân). Stewart rời công vụ nhà nước vào tháng 2 năm 2011 và gia nhập khu vực tư nhân. Ông hiện đang làm Cố vấn Tư pháp Cấp cao cho Công lý Kết nối tại Hệ thống Cisco có trụ sở tại San Jose, hỗ trợ lĩnh vực Tư pháp Kết nối cho Nhà hát Châu Mỹ.
Stewart là thành viên hội đồng quản trị của Tổ chức Trẻ em Lực lượng Cứu hỏa và Thực thi Pháp luật Quốc gia. Bảng phục vụ các gia đình còn sống của các nhân viên thực thi pháp luật và nhân viên cứu hỏa bị lạc trong đường dây làm nhiệm vụ. Stewart cũng phục vụ trong Ban Vận động Chiến thắng, giúp chọn những ứng cử viên (tranh cử chức vụ công khai là người đồng tính) sẽ nhận được sự tán thành tài trợ từ Mạng lưới các nhà tài trợ của Quỹ Chiến thắng.